# Chaetonyx robustus
Chaetonyx robustus är en skalbaggsart som beskrevs av Hermann Rudolph Schaum 1862. Chaetonyx robustus ingår i släktet Chaetonyx och familjen Orphnidae.

## Underarter
Arten delas in i följande underarter:
- C. r. italicus
- C. r. liguricus